# Вёшенка осенняя
Вёшенка осе́нняя, также пане́ллус поздний, панеллюс поздний (лат. Panéllus serótinus) — вид грибов-базидиомицетов, входящий в род Панеллюс семейства Миценовые (Mycenaceae).

## Описание

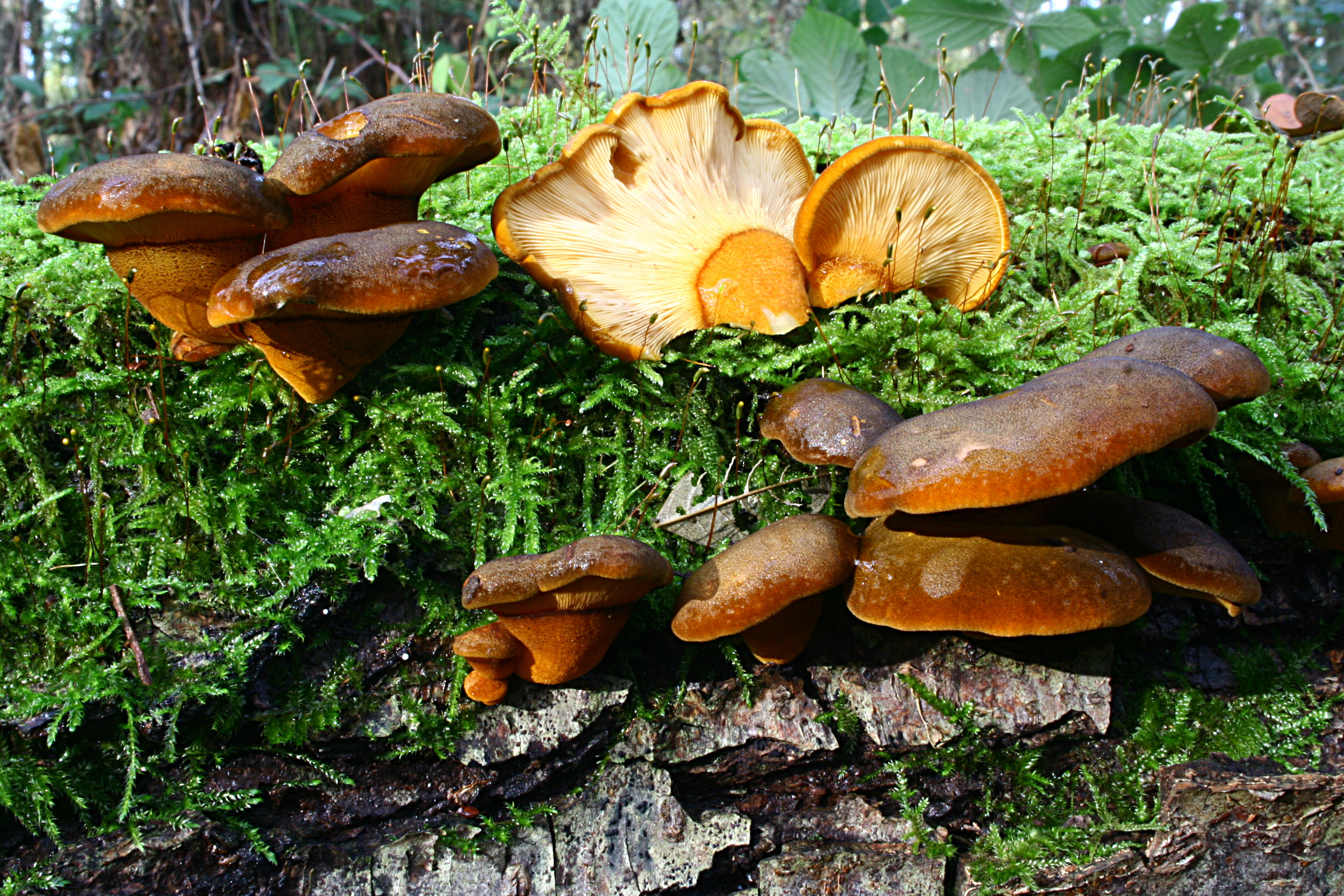

Плодовые тела шляпко-ножечные, шляпка почковидной до вееровидной формы, 3—11 см длиной, 2—7 см шириной. Поверхность шляпки гладкая, в молодом возрасте слизистая, жёлто-коричневая с оливково-зелёным оттенком, затем бархатисто-войлочная, ближе к краю оливково-зелёная, а у ножки буровато-охристая, редко вся шляпка с фиолетовым оттенком или лишена оливковых тонов. Край шляпки у молодых грибов подвёрнут.
Ножка боковая, обычно слабо развитая, более выраженная у молодых плодовых тел, 1—3 см длиной, охристо-жёлтая, покрыта мелкими коричневыми чешуйками, у пластинок с красно-коричневой зоной.
Пластинки приросшие к ножке или нисходящие на неё, частые, иногда разветвлённые, светло-жёлтые до оранжеватых, с возрастом бледнеющие.
Мякоть мясистая, белая или светло-кремовая, под кутикулой шляпки и иногда над пластинками желатинизированная. Запах отсутствует или слабый приятный. Вкус пресный или горьковатый.
Споровый отпечаток белый. Хейлоцистиды и плевроцистиды бутылковидные до булавовидных, тонкостенные, желтоватые.
Нередко указывается в качестве съедобного гриба, однако зачастую обладает горьким вкусом и является несъедобным.

## Экология и ареал
Широко распространённый в Европе и Северной Америке вид. На Дальнем Востоке замещается близким видом Panellus edulis Y.C.Dai et al.
Встречается с начала осени по начало зимы на древесине различных лиственных деревьев (очень редко — на хвойных).

## Синонимы
- Acanthocystis serotinus (Pers.) Konrad & Maubl., 1937
- Agaricus almeni Fr., 1874
- Agaricus serotinus Pers., 1793basionym
- Dendrosarcus almeni (Fr.) Kuntze, 1898
- Dendrosarcus serotinus (Pers.) Kuntze, 1898
- Hohenbuehelia serotina (Pers.) Singer, 1951
- Panus serotinus (Pers.) Kühner, 1980
- Pleurotus almeni (Fr.) P.Karst., 1879
- Pleurotus serotinus (Pers.) P.Kumm., 1871
- Sarcomyxa serotina (Pers.) P.Karst., 1891